# Maria Simon
Maria Simon (n. 6 februarie 1976, Leipzig, RDG) este o actriță germană.

## Date biografice
Tatăl Mariei Simon provine din Leipzig, el a studiat matematica în Leningrad. În URSS la politehnică el a cunoscut-o pe mama ei care a fost o studentă evreică ce a provenit din Kazahstan. În 1973 părinții ei au venit în RDG, unde s-a născut Maria. Ea a studiat dramaturgia în Berlin. Unul din primele succese ale ei a fost rolul principal alături de Jürgen Vogel, în filmul Zornige Küsse. Și sora ei, Susanna Simon, este actriță.

## Filmografie (selectată)
- 1999: Zornige Küsse – Regie: Judith Kennel, Elveția
- 2000: Amerika – Regie: Jens Jenson
- 2000: Mord im Swingerclub (TV) – Regie: Hans Werner
- 2001: Mein langsames Leben – Regie: Angela Schanelec
- 2001: Verbotene Küsse (TV) – Regie: Johannes Fabrick
- 2001: Jonathans Liebe (TV) – Regie: Zoltan Spirandelli
- 2002: Erste Ehe – Regie: Isabelle Stever
- 2002: Meine Tochter ist keine Mörderin – Regie: Sherry Horman, USA/Germania
- 2003: Good Bye, Lenin! – Regie: Wolfgang Becker
- 2003: Lichter – Regie: Hans-Christian Schmid
- 2003: Spurlos – Ein Baby verschwindet (TV) – Regie: Hans Werner
- 2003: Fast perfekt verlobt (TV) – Regie: Rolf Silber
- 2003: Luther – Regie: Eric Till
- 2004: Carola Stern – Doppelleben (TV) – Regie: Thomas Schadt
- 2004: Kleine Schwester (TV) – Regie: Sabine Derflinger
- 2005: Die Pathologin – Im Namen der Toten (TV) – Regie: Jörg Lühdorff
- 2006: Nicht alle waren Mörder (TV) – Regie: Jo Baier
- 2006: Nichts als Gespenster – Regie: Martin Gypkens
- 2006: Fürchte dich nicht (TV) – Regie: Christiane Balthasar
- 2008: Tod in der Eifel (TV) – Regie: Johannes Grieser
- 2009: Die Gräfin – Regie: Julie Delpy, Franța/Germania
- 2009: Romeo und Jutta (TV) – Regie: Jörg Grünler
- 2009: Zivilcourage (TV) – Regie: Dror Zahavi
- 2010: Masserberg (TV) – Regie: Martin Enlen
- 2010: Glückliche Fügung – Regie: Isabelle Stever
- 2010: Kongo (TV) – Regie: Peter Keglevic
- 2010: Es war einer von uns (TV) – Regie: Kai Wessel